# Jakub Obrovský
Jakub Obrovský (23. prosince 1882 Bystrc u Brna – 31. března 1949 Praha) byl český sochař, malíř, grafik a spisovatel.

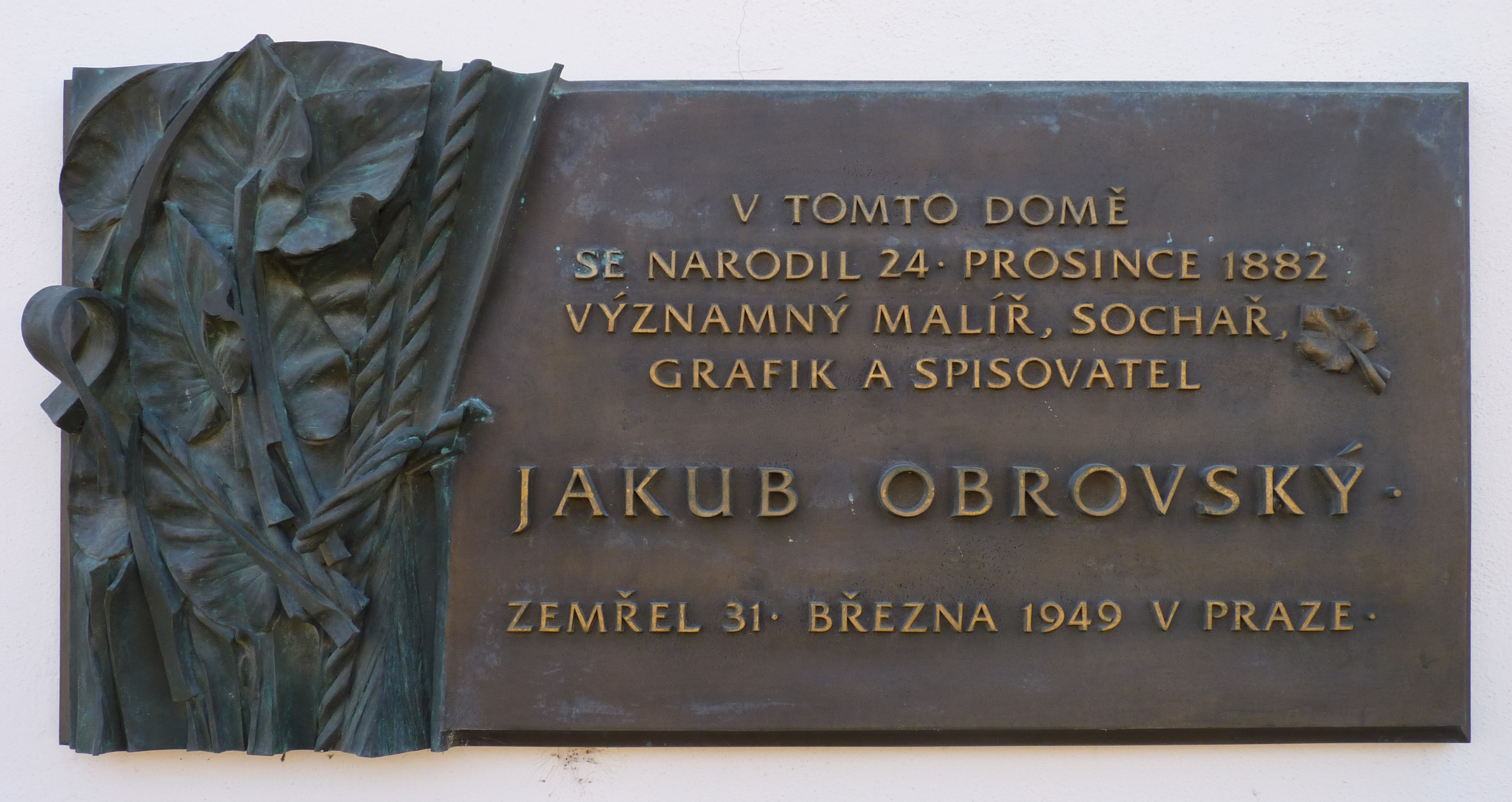
Plaketa na rodném domě Jakuba Obrovského, Brno-Bystrc

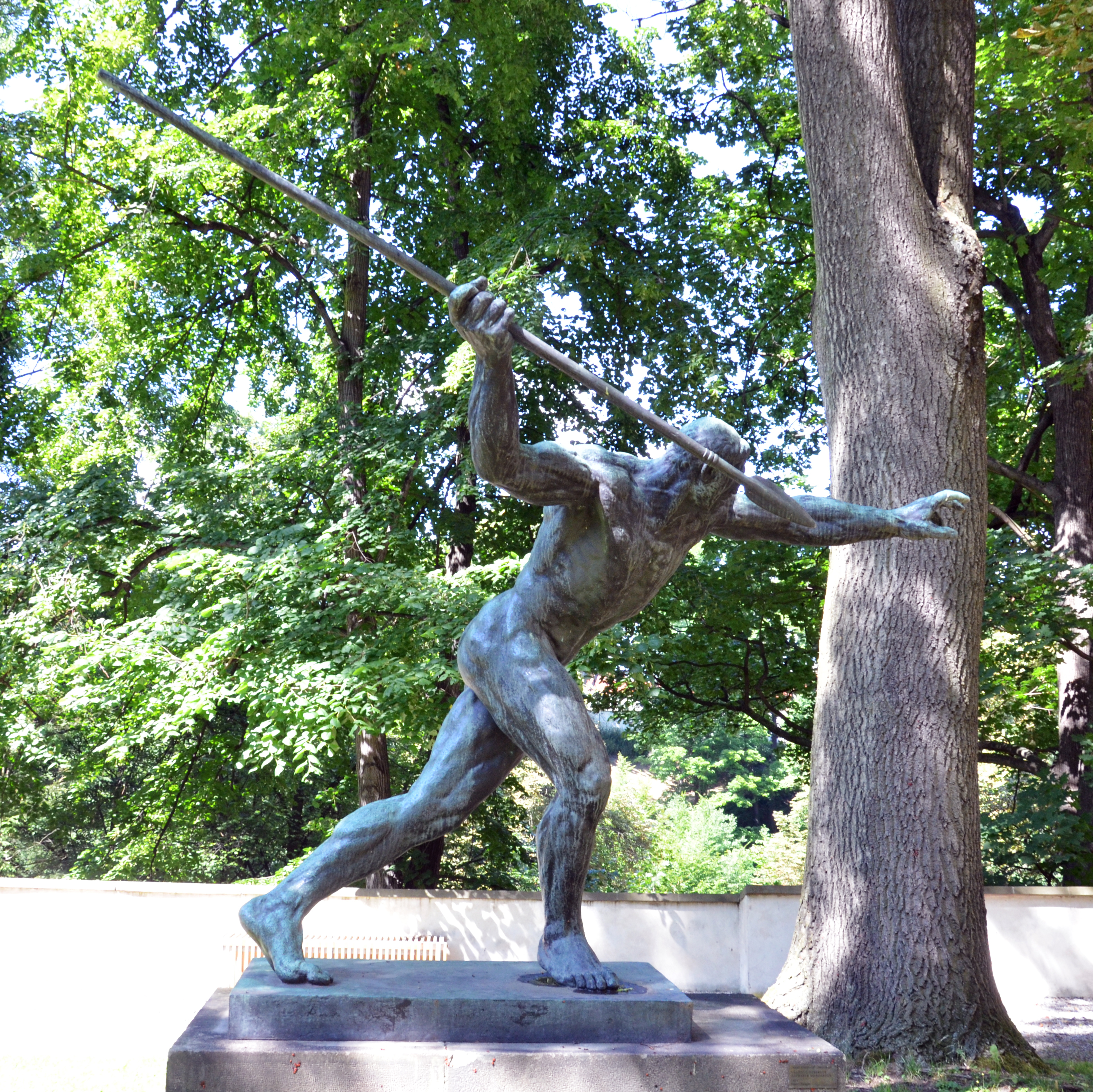
Vraždící Odysseus (1932) znamenal pro Obrovského největší úspěch v zahraničí, když za tuto sochu vyhrál bronzovou medaili v uměleckých soutěžích, jež byly součástí LOH v Los Angeles

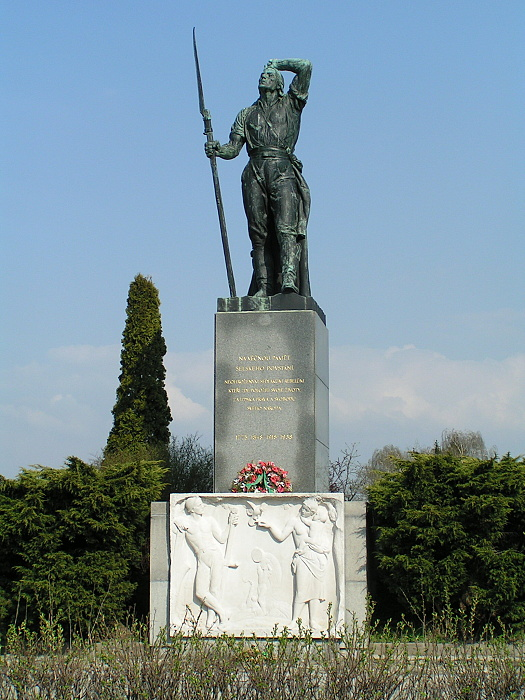
Památník selských bouří roku 1775 v Chlumci nad Cidlinou

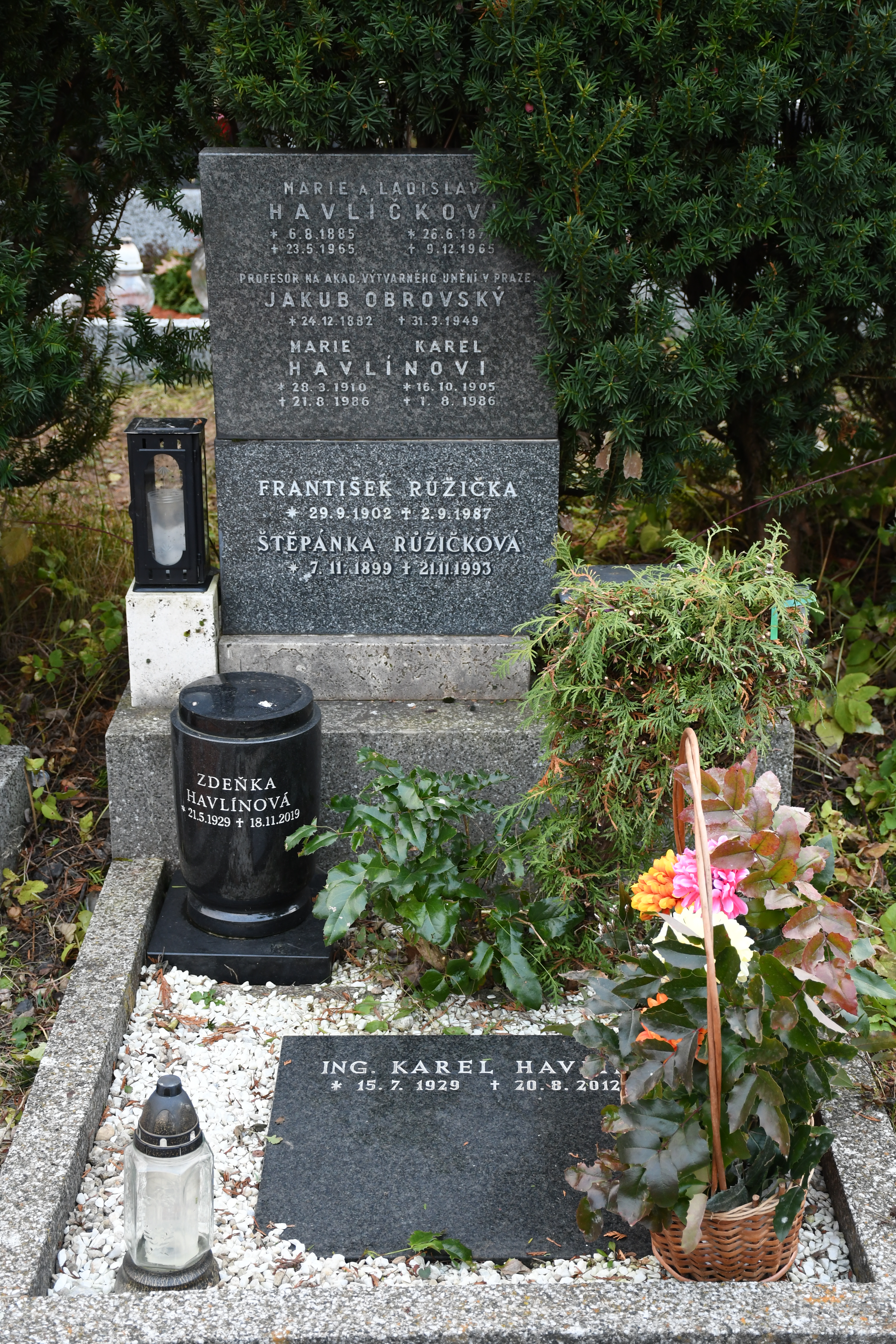
Hrob Jakuba Obrovského na hřbitově v Brně-Žebětíně

## Život
Narodil se 23. prosince 1882 v Bystrci v rodině rolníka-pololáníka Jana Obrovského (*1853) a jeho manželky Františky, rozené Smutné. Pokřtěn 28. prosince téhož roku farářem Karlem Kandusem. Byl nejmladší ze tří synů. Přes otcův odpor hospodářství opustil pro umění. Jeho matka měla umělecké sklony a podporovala ho v jeho prvních malířských pokusech.
V roce 1897 odjel do Prahy. Studoval na uměleckoprůmyslové škole v Praze u Celdy Kloučka, E. K. Lišky, K. V. Maška a Stanislava Suchardy (1897–1901). Ve studiu pokračoval na Akademii výtvarných umění u Maxe Pirnera (1901–1904), kde se roku 1919 stal profesorem a ve druhé polovině 30. let jejím rektorem. V letech 1905–1906 nastoupil vojenskou prezenční službu. V roce 1907 získal Hlávkovo stipendium, v říjnu odjel do Itálie. V Římě se setkal se Štursou a Nejedlým, společně odjeli na poloostrov sv. Magdalény. V roce 1908 se vrátil do Prahy a pronajal si ateliér na Karlově náměstí. V roce 1914 měl soubornou výstavu v Obecním domě. Roku 1921 byl jmenován (spolu s Hynaisem, Kafkou, Mařatkou, Myslbekem, Štursou a Švabinským) řádným členem pařížského Salonu. Roku 1936 odmítl účast na výtvarné soutěži olympijských her v Berlíně; kdy se stal jedním z iniciátorů boje proti zneužití olympijských her nacistickým Německem. Byl zvolen předsedou výboru pro uspořádání Lidových her na Strahově, stal se též předsedou Výboru na obranu Španělska (během tamní občanské války). 
Patřil k dobrým organizátorům výtvarného a společenského života (Sdružení výtvarných umělců moravských v Hodoníně – zakládající člen, Jednota umělců výtvarných, vídeňský Hagenbund, Umělecká beseda, Mánes).
Do rodné obce se vracel ve svém literárním díle. Pochován v Brně-Žebětíně.

### Rodinný život
Od roku 1912 byl ženat s Boženou, rozenou Škorpilovou (1893–1976), dcerou architekta Josefa Škorpila. Jakub Obrovský se chtěl rozvést se svojí tehdejší ženou Boženou, ale v té době to nebylo možné, a tak se nemohl vzít s bulharskou výtvarnicí česko-francouzského původu Pravoslavou Stefanovou (1901–1984), se kterou měl tři děti.

## Dílo
Jako malíř vyšel z akademicko-symbolistního směru, následoval vzor Jana Preislera. Zaměřoval se na dekorativní nástěnnou malbu (výzdoba pavilonu bankovnictví na jubilejní výstavě pražské obchodní a živnostenské komory, výzdoba ústřední budovy Průmyslového paláce v Praze, malby v restauraci Obecního domu tamtéž (1908–09), strop na zámku v Praze-Libni (1909), dekorativní malby pro Měšťanský pivovar v Plzni a pro Škodovy závody v Plzni (1912), dekorativní vlys v budově právnické fakulty Univerzity Karlovy z roku 1922, panneau Narození Páně pro Vršovickou záložnu, výzdobu sálu v domě U Vejvodů v Praze I). Je rovněž autorem obrazů na hlavním oltáři v kostele sv. Václava v Bohnicích: sv. Václav, sv. Cyril a Metoděj a několika freskových maleb. V 1920 navrhl plakát VII. všesokolského sletu. 
Dále si oblíbil ženské figurální motivy a portréty. Od dekorativního malířství se pak vrátil zpět ke svým olejovým obrazům a stává se malířem nahých těl a zářivých látek, přívržencem výtvarné neoromantiky, odchován v novém moderním názoru na barvu. Vrací se ke své tradiční rodinné sympatii k Cikánům ve svém rodném kraji, mezi Cikány našel svůj typ snědé krasavice, kterou maluje znova a znova. 
Sochařství se soustavně začal věnovat nejdříve výzdobou náhrobků (například portrét Svatopluka Čecha na Vyšehradském hřbitově). Ve 20. letech se přiklonil k sochařskému vzoru Antoina Bourdella; kromě soch žen (například Tanečnice) rád portrétoval významné osobnosti české kultury, dochovaly se vesměs busty v životní velikosti: Vojtěch Hynais (1925), Josef Mánes (1938) nebo Božena Němcová (1941). Dále tvořil sochy sportovců a plastiky inspirované antickými motivy. Je autorem sochy Vrhač oštěpu/Vraždící Odysseus, nebo sochy vzbouřeného sedláka z Památníku selských bouří v Chlumci nad Cidlinou. 
Podílel se také na ilustracích pohádek a na tvorbě prvních československých poštovních známek (série Legionářské známky v roce 1919 nebo Hospodářství a věda v roce 1920).

## Ocenění
Byla mu udělena I. cena Akademie věd a umění ve výtvarném oboru (1942). Roku 1915 získal státní umělecké stipendium. V roce 1932 obdržel prestižní ocenění Cena JUDr. Jiřího Katze za sochu Odyssea vrhajícího oštěp (v katalogu k výstavě uveden pouze pod tímto jménem, byť původně jej autor uváděl jako „Vraždícího Odyssea“). Tatáž bronzová socha byla oceněna na olympijských hrách v Los Angeles v roce 1932 bronzovou medailí.. V současnosti je ve sbírce Národní galerie v Praze. 
V roce 1920 uspěl i v jiném oboru, než umění, když získal II. cenu v šermu v tělovýchovné soutěži „O vavřín umění“ v Paříži. 
V roce 1987 vyšla u příležitosti dne poštovní známky a 105. let od narození Jakuba Obrovského známka s jeho portrétem, lvem a lvem z legionářských známek.

## Literární dílo
- Vo tem Trósilovým praseti: a hiný věce, příběhe a sne, z péra Ferdynanda Fókala. Praha : Melantrich 1940.
- Vobrácení Ferdiša Fókala. Praha: Alois Hynek, 1947.
- Malá řeka. Praha: Alois Hynek, 1947.

## Galerie

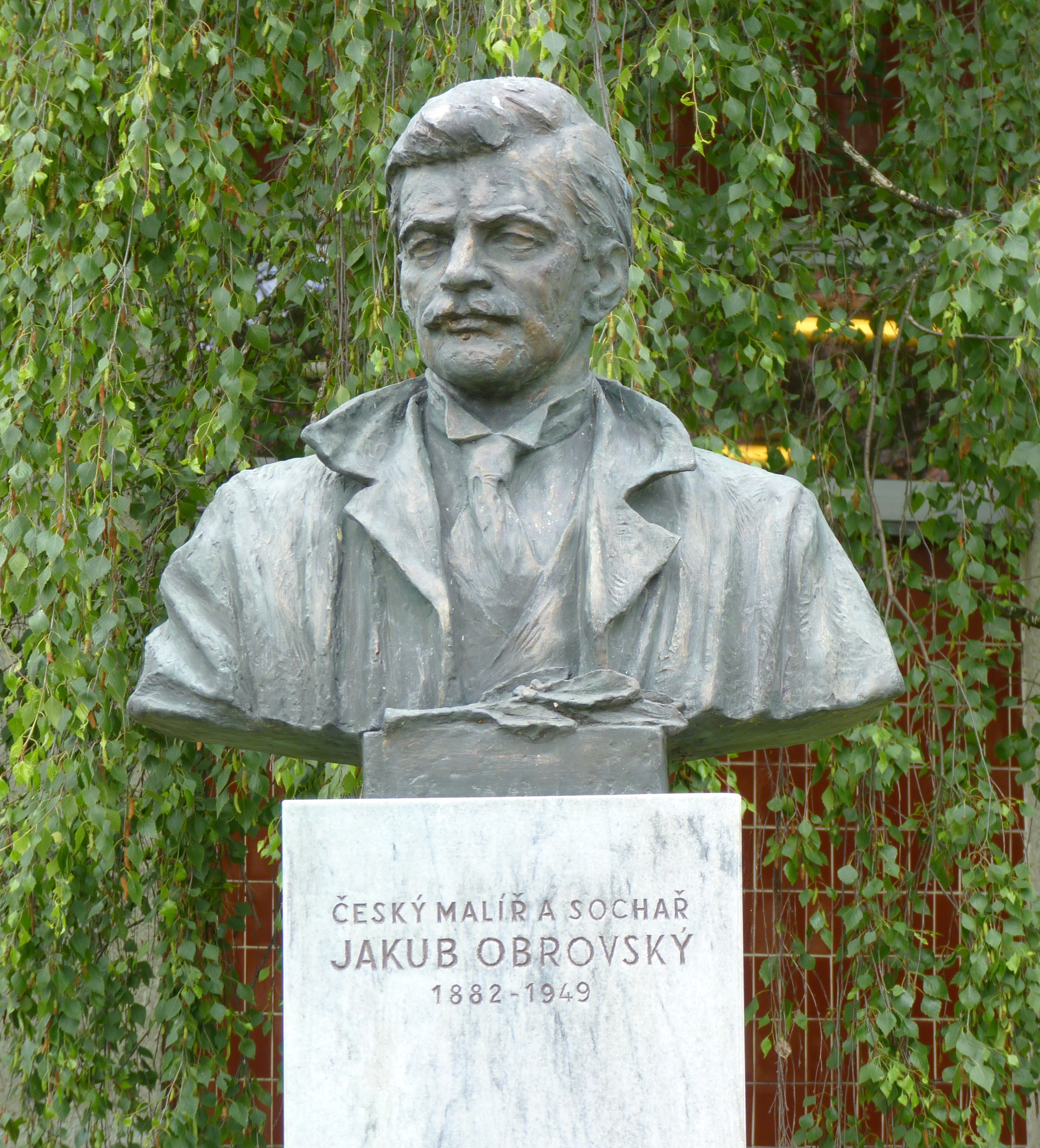
Pomník Jakuba Obrovského v Bystrci
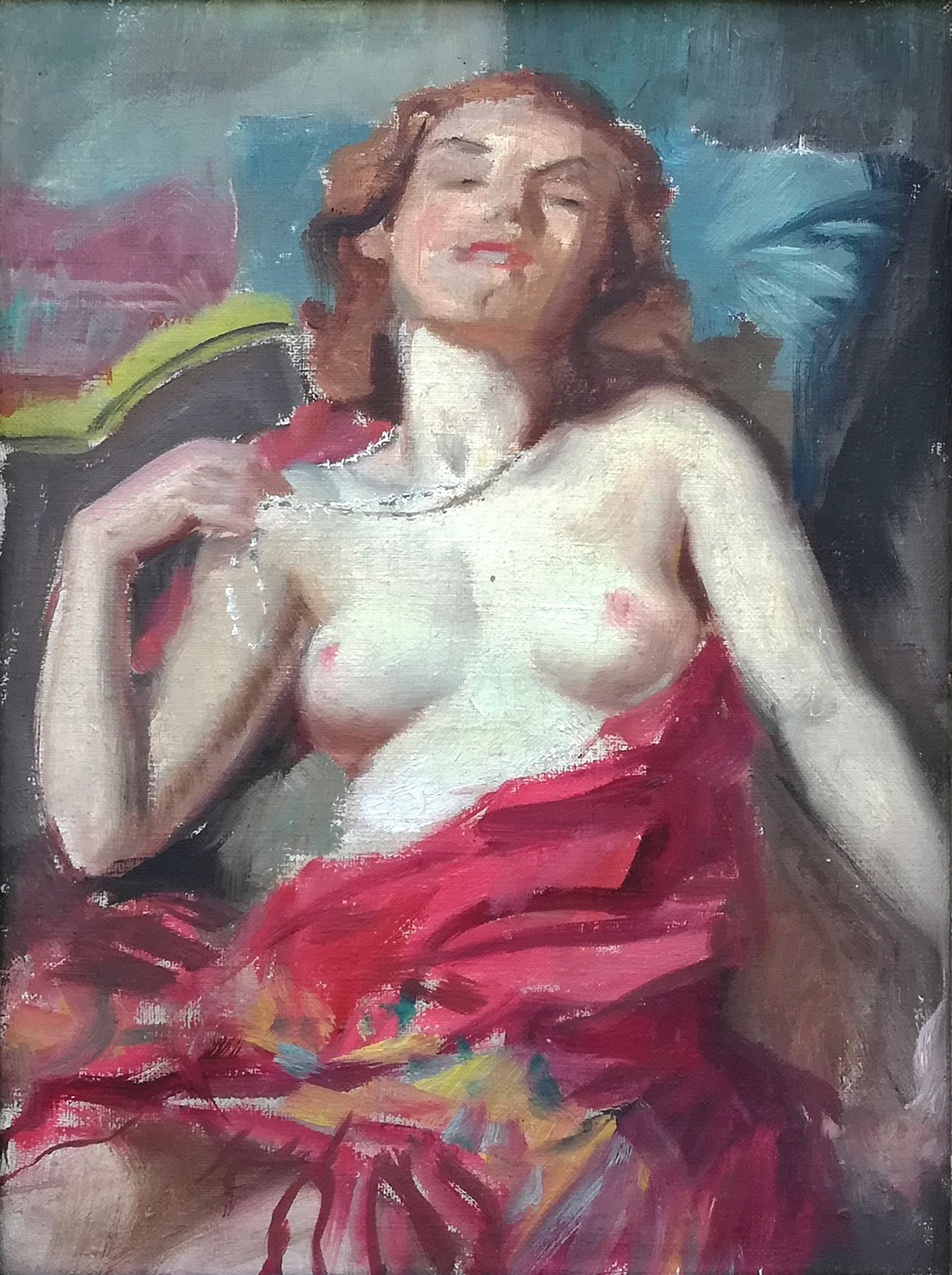
Akt
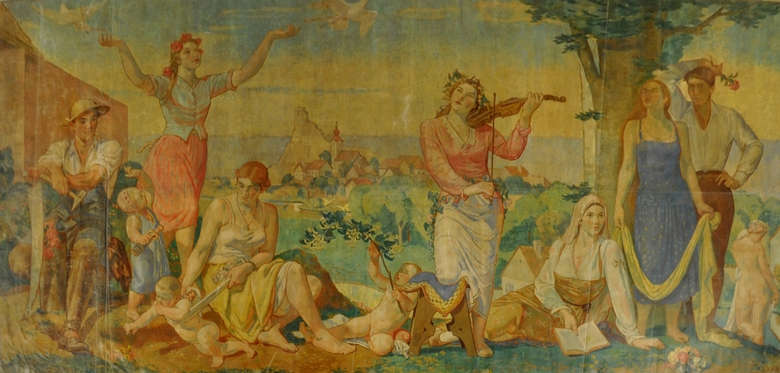
Kde domov můj (1937)
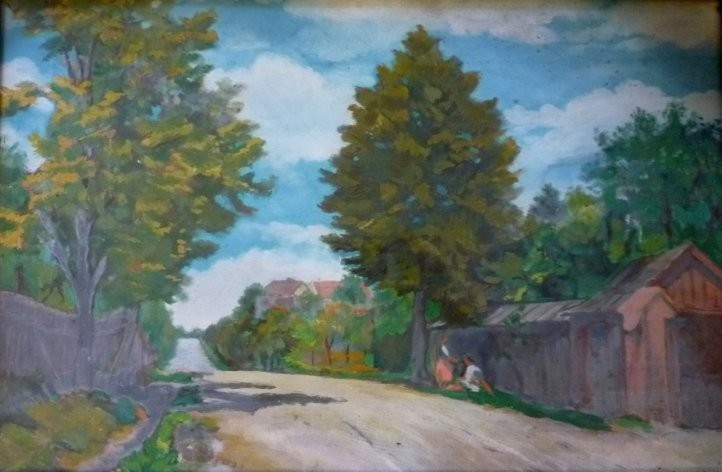
U nás
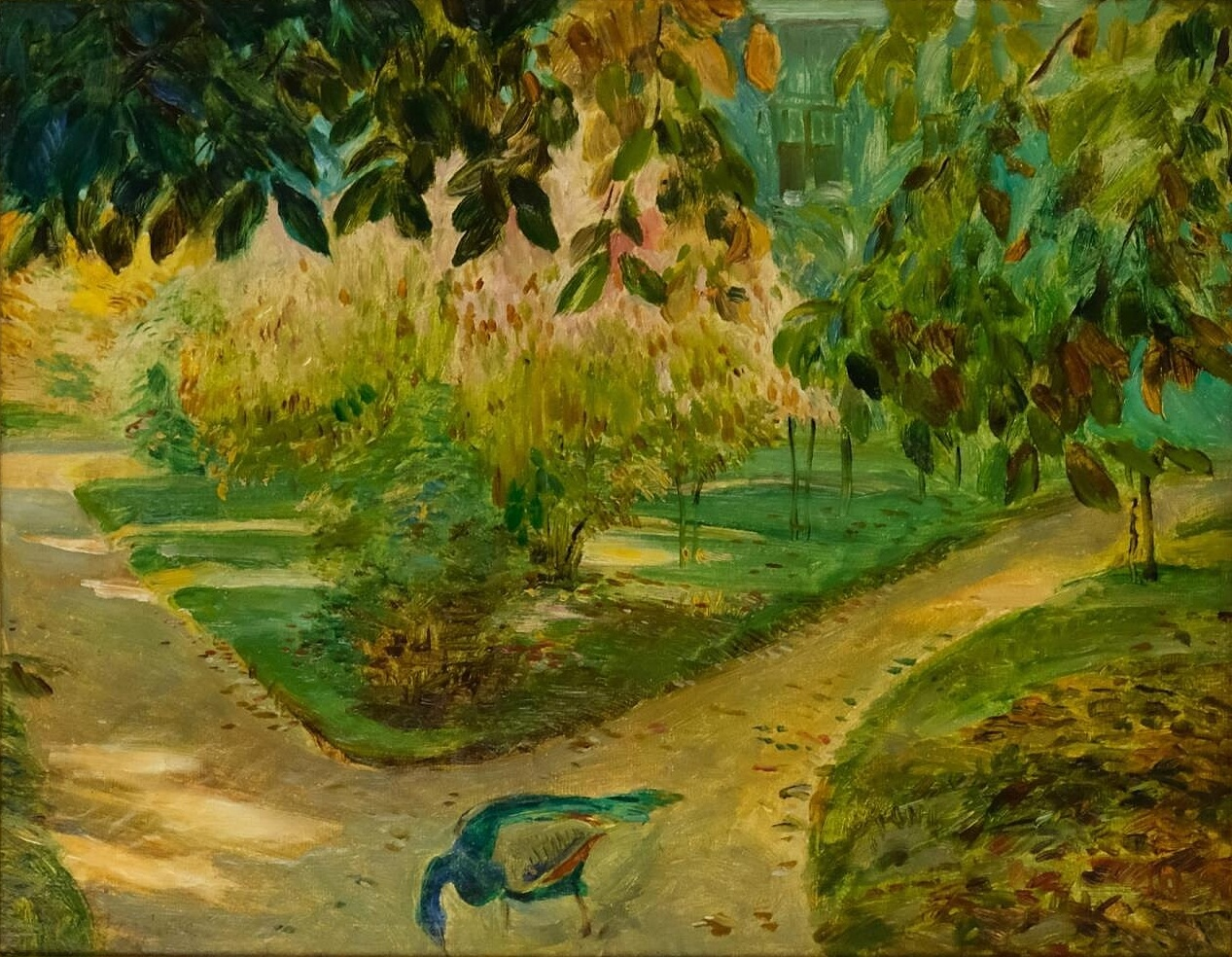
Páv v parku
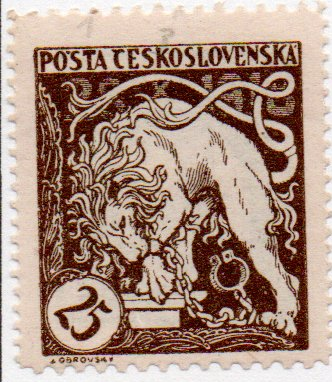
Legionářská známka se lvem trhajícím okovy (1919)
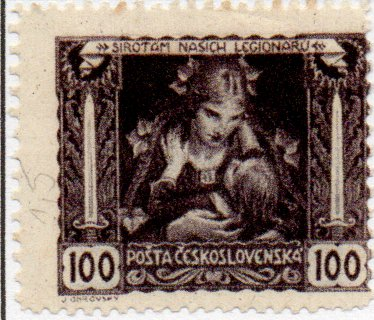
Legionářská známka s matkou a dítětem (1919)
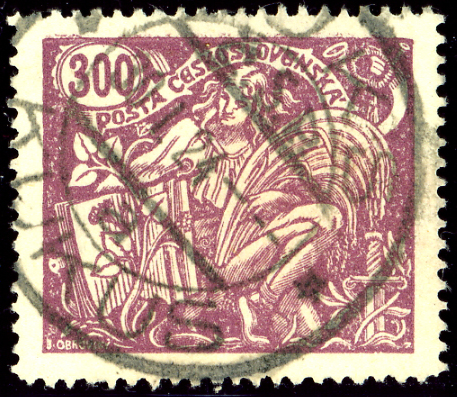
Známka Hospodářství a věda (1920)